# 천지닝
천지닝(진길영, 중국어 간체자: 陈吉宁, 정체자: 陳吉寧, 1964년 2월~)은 중화인민공화국의 차기 정치인이자, 현재 중화인민공화국 상하이시의 당서기이다.
1981년에 칭화대학교 환경공학과에 입학하여 1986년에 졸업한 뒤, 1988년에 동 대학 환경공학과에서 이학 석사 학위를 취득하였다. 1992년에 영국 임페리얼 칼리지 런던 환경공학과에서 이학 박사 학위를 취득하였다. 1992년~1994년 임페리얼 칼리지 런던 의학연구소에서 박사후 과정, 1994년~1998년 임페리얼 칼리지 런던 의학 연구소에서 환경 의학 분야의 고급 연구원으로 재직하였다.
1998년 칭화대학교 환경공학과 교수. 2006년~2011년 칭화대학교 부총장, 수석 부총장. 2012년~2015년 칭화대학교 총장을 역임하였다. 또 중화인민공화국 국무원에서 환경보호부 장관(2015~2017)을 역임하였다.
2017년 5월부터 2018년 1월까지 베이징시 시장 권한 대행을 거쳐, 2018년 1월부터 2022년 10월까지 중화인민공화국 베이징시 시장으로 재임하였다. 2018년 평창 올림픽 스타디움을 방문해 토마스 바흐로부터 올림픽기를 받았다.

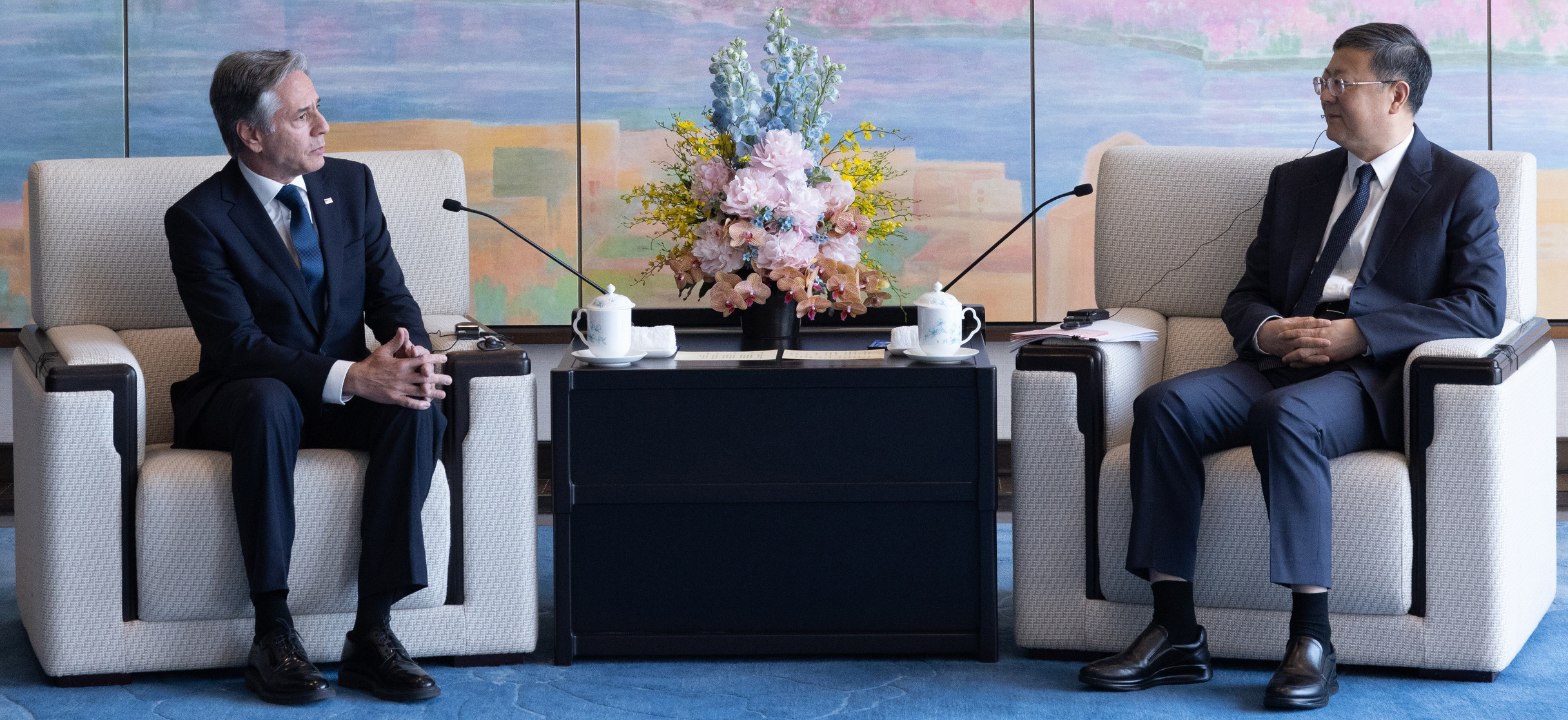
(2024)

천지닝은 2022년 10월에 제20기 중국 공산당 중앙정치국 위원, 상하이시 당서기에 취임하였다.

## 학력
- 1981년~1986년: 칭화대학교 환경공학과 (학사)
- 1986년~1988년: 칭화대학교 대학원 환경공학과 (석사)
- 1988년~1989년: 런던 브루넬 대학교 대학원 생화학과 (박사 과정)
- 1989년~1992년: 임페리얼 칼리지 런던 대학원 환경공학과 (박사)
- 1992년~1994년: 임페리얼 칼리지 런던 의학연구소 (포닥)

## 같이 보기
- 예치쑨
- 주룽지
- 리창